# 로헤르 가르시아 후니엔트
로헤르 가르시아 후니엔트(스페인어: Roger García Junyent, 1976년 12월 15일, 카탈루냐 주 사바델 ~)는 줄여서 로헤르(스페인어: Roger)로도 알려진 스페인의 전직 축구 선수로, 현역 시절 주로 좌측 미드필더로 활약했다. 그는 차는 힘이 좋고 공넘김이 군더더기 없는 것으로 알려져 있다.
그는 현역 시절 대부분을 바르셀로나에서 보냈으나, 그리 성공적이지 못했고, 이후 은퇴하기 전까지 세 구단을 전전했는데, 이중 한 구단은 해외 구단이었다. 기량이 정점에 달했을 때, 그는 비야레알이 라 리가에서의 입지를 다질 수 있도록 도왔다.
로헤르의 현역 생활은 잦은 부상으로 얼룩졌는데, 30세에 축구화를 벗었을 때 스페인 1부 리그에 불과 247경기 출전하여 28골을 넣었었다.

## 클럽 경력
카탈루냐 주 바르셀로나 도 사바델 출신인 로헤르는 인근 바르셀로나의 유소년부를 졸어뱄다. 그는 1994-95 시즌에 1군 신고식을 치러 이듬해에는 33경기에 출전하여 1995년 9월 30일에 1-1로 비긴 레알 마드리드와의 원정 경기에서 첫 골을 기록하였다.
2년 연속으로 라 리가를 우승할 당시 그리 많은 경기에 출전하지 못하던 로헤르는 같은 1부 리그의 에스파뇰로 이적했고, 그 곳에서 대체로 선발되어 활약했다. 에스파뇰 마지막 시즌에 그는 현역 신고 이래 최다인 9골(선수단 내 득점 3위)을 기록했는데, 소속 구단은 간신히 강등을 피했다.
로헤르는 이후 비야레알에서 3년을 보냈는데, 2년차에는 중상을 당해 불과 1경기밖에 출전하지 못했다. 12개월을 주기로(2002-03 시즌, 각 구단별로 1번씩) 그는 중앙선 너머로 3골을 넣었다.
2006년, 로헤르는 에레디비시 거함 아약스로 이적해 전 바르사 동료였던 가브리와 한배에 올랐지만, 잦은 부상으로 1년 만에 은퇴했다. 그는 암스테르담 아레나에 머물면서 14번 유니폼을 입은 마지막 선수가 되었는데, 그가 은퇴하면서 번호는 그의 바르셀로나 시절 감독이었던 요한 크라위프를 기리기 위해 영구 결번 처리되었다.
2010-11 시즌, 로헤르는 감독으로 전향해 전 바르셀로나였던 류이스 카레라스를 보좌해 사바델을 이끌었고, 세군다 디비시온 승격에 성공했다. 2019년 11월, 유소년 구단 담을 지휘하고(그는 단장직도 겸임했다), 그는 친형 오스카르가 감독을 대행할 당시 셀타 비고 감독진 일원으로 보좌했다.

## 사생활
로헤르의 두 형 오스카르와 헤니스 모두 축구에 종사했다. 모두 바르셀로나 유소년부를 졸업했지만, 프로 무대에서 셋은(특히 헤니스는) 다른 행보를 보였다.
1997년 6월 17일, 세 형제는 1-3으로 패한 에우로파와의 코파 카탈루냐 결승전에서 모두 나란히 출전했다.

## 수상

### 클럽
바르셀로나
- 라 리가: 1997–98, 1998–99
- 코파 델 레이: 1996–97, 1997–98
- 컵위너스컵: 1996–97
- UEFA 슈퍼컵: 1997

에스파뇰
- 코파 델 레이: 1999–2000

비야레알
- 인터토토컵: 2004[14]

### 국가대표팀
스페인 U-21
- U-21 유럽 축구 선수권 대회: 1998[15]